# Алонса
Алонса (англ. Alonsa) — сільський муніципалітет в Канаді, у провінції Манітоба.

## Населення
За даними перепису 2016 року, сільський муніципалітет нараховував 1247 жителів, показавши скорочення на 1,8%, порівняно з 2011-м роком. Середня густина населення становила 0,4 осіб/км².
З офіційних мов обидвома одночасно володіли 50 жителів, тільки англійською — 1 180. Усього 120 осіб вважали рідною мовою не одну з офіційних, з них 80 — одну з корінних мов, а 20 — українську.
Працездатне населення становило 55,3% усього населення, рівень безробіття — 6,4% (9,5% серед чоловіків та 4,3% серед жінок). 63,3% були найманими працівниками, 35,8% — самозайнятими.
Середній дохід на особу становив $30 085 (медіана $22 176), при цьому для чоловіків — $30 655, а для жінок $29 471 (медіани — $23 424 та $21 056 відповідно).
26,3% мешканців мали закінчену шкільну освіту, не мали закінченої шкільної освіти — 45,5%, 27,8% мали післяшкільну освіту, з яких 21,8% мали диплом бакалавра, або вищий, 15 осіб мали вчений ступінь.
| Статево-вікова структура населення | Статево-вікова структура населення | Статево-вікова структура населення | Статево-вікова структура населення | Статево-вікова структура населення |
| ---------------------------------- | ---------------------------------- | ---------------------------------- | ---------------------------------- | ---------------------------------- |
|                                    |                                    |                                    |                                    |                                    |
| Всього                             | Всього                             | 51,0%49,0%                         |                                    |                                    |
| 0 — 14 років                       | 0 — 14 років                       |                                    | 20,5%                              | 20,5%                              |
| 15 — 64 років                      | 15 — 64 років                      |                                    | 58,2%                              | 58,2%                              |
| 65 і більше                        | 65 і більше                        |                                    | 21,3%                              | 21,3%                              |
| 85 і більше                        | 85 і більше                        |                                    | 1,6%                               | 1,6%                               |
| Середній вік (років)               | Середній вік (років)               | 41,442,4                           | 41,9                               | 41,9                               |
| Медіана (років)                    | Медіана (років)                    | 46,045,0                           | 45,5                               | 45,5                               |
| — чоловіки — жінки                 |                                    |                                    |                                    |                                    |

| Походження мешканців:     | Походження мешканців:     | Походження мешканців: | Походження мешканців: | Походження мешканців: |
| ------------------------- | ------------------------- | --------------------- | --------------------- | --------------------- |
| Походження                |                           |                       | осіб                  | %                     |
| Корінні американці        | Корінні американці        |                       | 645                   | 52.44%                |
| Інше північноамериканське | Інше північноамериканське |                       | 345                   | 28.05%                |
| Європейське               | Європейське               |                       | 755                   | 61.38%                |
| британське                | британське                |                       | 385                   | 31.3%                 |
| французьке                | французьке                |                       | 195                   | 15.85%                |
| українське                | українське                |                       | 155                   | 12.6%                 |
| Азійське                  | Азійське                  |                       | 10                    | 0.81%                 |

| Зайнятість населення за галузями (за класифікацією NOC): | Зайнятість населення за галузями (за класифікацією NOC): | Зайнятість населення за галузями (за класифікацією NOC): | Зайнятість населення за галузями (за класифікацією NOC): | Зайнятість населення за галузями (за класифікацією NOC): |
| -------------------------------------------------------- | -------------------------------------------------------- | -------------------------------------------------------- | -------------------------------------------------------- | -------------------------------------------------------- |
|                                                          |                                                          |                                                          |                                                          |                                                          |
| Управління                                               | Управління                                               |                                                          | 33,3%                                                    | 33,3%                                                    |
| Бізнес, фінанси та адміністрування                       | Бізнес, фінанси та адміністрування                       |                                                          | 7,4%                                                     | 7,4%                                                     |
| Природничі та прикладні науки                            | Природничі та прикладні науки                            |                                                          | 1,9%                                                     | 1,9%                                                     |
| Охорона здоров'я                                         | Охорона здоров'я                                         |                                                          | 4,6%                                                     | 4,6%                                                     |
| Освіта, правозахист, муніципальні та урядові служби      | Освіта, правозахист, муніципальні та урядові служби      |                                                          | 9,3%                                                     | 9,3%                                                     |
| Мистецтво, культура, відпочинок та спорт                 | Мистецтво, культура, відпочинок та спорт                 |                                                          | 1,9%                                                     | 1,9%                                                     |
| Роздрібна торгівля та послуги                            | Роздрібна торгівля та послуги                            |                                                          | 12%                                                      | 12%                                                      |
| Гуртова торгівля, транспорт та обладнання                | Гуртова торгівля, транспорт та обладнання                |                                                          | 15,7%                                                    | 15,7%                                                    |
| Природні ресурси, сільське господарство                  | Природні ресурси, сільське господарство                  |                                                          | 15,7%                                                    | 15,7%                                                    |

## Населені пункти
До складу сільського муніципалітету входить індіанська резервація Ебб-енд-Флов 52, а також хутори, інші малі населені пункти та розосереджені поселення.

## Клімат
Середня річна температура становить 1,8°C, середня максимальна – 23,3°C, а середня мінімальна – -24,6°C. Середня річна кількість опадів – 545 мм.
| Клімат поселення                              | Клімат поселення | Клімат поселення | Клімат поселення | Клімат поселення | Клімат поселення | Клімат поселення | Клімат поселення | Клімат поселення | Клімат поселення | Клімат поселення | Клімат поселення | Клімат поселення | Клімат поселення |
| Показник                                      | Січ.             | Лют.             | Бер.             | Квіт.            | Трав.            | Черв.            | Лип.             | Серп.            | Вер.             | Жовт.            | Лист.            | Груд.            |                  |
| Середній максимум, °C                         | −12,68           | −8,8             | −1,88            | 7,98             | 16,00            | 21,85            | 23,31            | 22,24            | 16,30            | 9,51             | −0,39            | −10,4            |                  |
| Середня температура, °C                       | −18,65           | −14,8            | −7,85            | 2,00             | 10,00            | 15,90            | 18,93            | 17,86            | 11,90            | 5,16             | −4,76            | −14,77           |                  |
| Середній мінімум, °C                          | −24,63           | −20,77           | −13,81           | −3,99            | 4,07             | 9,90             | 14,56            | 13,49            | 7,56             | 0,80             | −9,12            | −19,14           |                  |
| Норма опадів, мм                              | 24               | 17               | 34               | 32               | 66               | 86               | 72               | 61               | 55               | 44               | 29               | 25               |                  |
| Середньомісячна швидкість вітру, м/с          | 3.71             | 3.70             | 3.83             | 4.10             | 4.20             | 3.80             | 3.40             | 3.60             | 3.96             | 4.20             | 4.10             | 3.84             |                  |
| Середньомісячна сонячна радіація, кДж/м²·день | 3897             | 7147             | 12491            | 17236            | 20269            | 21298            | 21609            | 18278            | 12458            | 7332             | 3945             | 2892             |                  |
| --------------------------------------------- | ---------------- | ---------------- | ---------------- | ---------------- | ---------------- | ---------------- | ---------------- | ---------------- | ---------------- | ---------------- | ---------------- | ---------------- | ---------------- |
| Джерело:                                      |                  |                  |                  |                  |                  |                  |                  |                  |                  |                  |                  |                  |                  |